# سیکلوپیازونیک اسید
سیکلوپیازونیک اسید (به انگلیسی: Cyclopiazonic acid) یک ترکیب شیمیایی با شناسه پاب‌کم ۶۵۲۶۱ است. که جرم مولی آن ۳۳۶٫۳۸۴ g/mol می‌باشد.